# La Puerta de San Francisco
La Puerta de San Francisco är en ort i Mexiko.   Den ligger i kommunen Dolores Hidalgo och delstaten Guanajuato, i den centrala delen av landet, 260 km nordväst om huvudstaden Mexico City. La Puerta de San Francisco ligger 1 974 meter över havet och antalet invånare är 322.
Terrängen runt La Puerta de San Francisco är en högslätt. Runt La Puerta de San Francisco är det ganska tätbefolkat, med 93 invånare per kvadratkilometer. Närmaste större samhälle är Dolores Hidalgo, 18,8 km väster om La Puerta de San Francisco. Trakten runt La Puerta de San Francisco består till största delen av jordbruksmark.